# Adam Myszka Chołoniewski
Adam Alojzy Chołoniewski (zm. w 1772) – podstarości winnicki, podstoli winnicki (1736), chorąży dźwinogrodzki (zwinogrodzki, 1750), sędzia grodzki bełski (1753), podkomorzy bełski (1758), starosta dubieński, kasztelan buski (1766), senator I RP (1766). Żona – Salomea z Kąckich h. Brochwicz.
Poseł na sejm 1766 roku z województwa bełskiego.